# Araçari-de-bico-riscado
O araçari-de-bico-riscado (Pteroglossus inscriptus), araçari-miudinho-de-bico-riscado , araçari-letrado ou araçari-mirim-de-bicor-iscado, é uma ave da família Ramphastidae. Mede 33 centímetros de comprimento. Bem semelhante ao Pteroglossus viridis, do qual difere por ter um fino desenho transversal negro no bico, a fêmea apenas de garganta castanha. Voz: forte "ta-rát" e "ra-ák" "käkäkä" , lembrando a advertência de um martim-pescador-grande. Ocorre do leste do Pará aos rios Madeira (Amazonas) e Guaporé (Minas Gerais), até a Bolívia; também no Maranhão e em Pernambuco e Alagoas. No alto Amazonas (a oeste do Rio Madeira), é representado por P. i. humboldti, de mandíbula preta.
Atualmente seu Estado de conservação é considerado pouco preocupante.

## Etimologia
"Araçari" origina-se do termo tupi arasa'ri. ''de-bico riscado'' se refere ao desenho transversal preto no bico. 

## Características

### Aparência
O araçari-de-bico-riscado mede 33 centímetros de comprimento, tem um desenho transversal negro no bico.

### Reprodução
Eles costumam fazem ninhos em árvores com cavidades apropriadas, a maioria das quais são feitas anteriormente por pica-paus. Outras cavidades são o resultado de uma quebra de galho e a podridão subsequente da madeira do coração da chuva durante um período de tempo. Tanto o macho quanto a fêmea compartilham os deveres de incubação e criação dos filhotes. Os ovos são incubados por cerca de 16 dias.

### Alimentação
O araçari-de-bico-riscado essencialmente frutas, além de insetos e ovos de outras aves.

## Habitat
O araçari-de-bico-riscado costuma viver em, florestas altas de terra firme, várzeas, florestas de galeria, capoeiras e clareiras.
Ele esta distribuído pela, Regiões Norte e Central da Amazônia, Mato Grosso, Bolívia, Nordeste do Brasil e Colômbia.

## Subespécies
São reconhecidas duas subespécies:
- Pteroglossus inscriptus inscriptus (Swainson, 1822) - ocorre nas regiões norte e central da Amazônia Brasileira, no estado de Mato Grosso, no leste da Bolívia, também pode ser encontrado no nordeste do Brasil. Esta subespécie apresenta a maxila é principalmente amarela, com as marcas verticais (“riscos”) bem definidos. A ponta do bico e apenas a base proximal da mandíbula inferior são pretas.
- Pteroglossus inscriptus humboldti (Wagler, 1827) ocorre no sudoeste da Colômbia, oeste do Brasil e na região norte e central da Bolívia. Esta subespécie apresenta a maxila superior de coloração amarelo ou amarelo-alaranjada e a mandíbula escura. As marcas verticais (“riscos”) no bico são menos definidas e em menor número e extensão do que na subespécie nominal.